# Charles Voscour
Charles Voscour is een verkeersvrije, pleinachtige straat in het centrum van de Nederlandse stad Maastricht, gelegen in de buurt Statenkwartier. De omstreeks 1992 aangelegde straat is vernoemd naar de Maastrichtse beeldhouwer Charles Vos (1888-1954). Charles Voscour is tevens de naam van een gebouwenensemble, dat een groter gebied dan de gelijknamige straat omvat. Het postmodernistische wooncomplex van de Belgische architect Charles Vandenhove bestaat uit een ondergrondse parkeergarage met daarboven een beschutte binnenhof ('cour') met 93 eengezinswoningen en appartementen.

## Geschiedenis
Het terrein dat sinds eind twintigste eeuw bekend staat als Charles Voscour behoorde oorspronkelijk niet tot de ommuurde stad Maastricht. Pas met de bouw van de tweede stadsmuur in de veertiende eeuw kwam daarin verandering. In de toen gerealiseerde stadsuitbreiding vestigden zich meerdere kloosters. Het onderhavige terrein lag dicht bij het Beyartklooster, een zusterklooster van de Franciscanessen van Peer. Of het terrein ten noorden van Hoogfrankrijk bij de bezittingen van het klooster behoorde, is niet bekend en ligt ook niet voor de hand.
Op de achttiende-eeuwse Franse maquette van Maastricht – en de bijbehorende zeer gedetailleerde stadsplattegrond van vestingingenieur Larcher d'Aubencourt – is te zien dat de randen van het gebied langs de Capucijnenstraat en Hoogfrankrijk bebouwd waren met particuliere woningen. Aan de westzijde van het terrein lag een boomgaard, ongeveer waar zich nu een speeltuintje bevindt. In de boomgaard stond een kruithuis. Aan de noordzijde bevond zich de stadsmuur met de kat Hoog Frankrijk (afbeelding hiernaast, 27); de Herbenusstraat bestond nog niet.
Een eeuw later was er weinig veranderd, zoals de kadasterkaart laat zien. Op de interactieve versie van deze kaart is te zien wie in 1842 eigenaren waren van de percelen waarop aan het einde van de twintigste eeuw de Charles Voscour zou verrijzen. Het kruithuis was nog in gebruik en, uiteraard, eigendom van het departement van Oorlog (tweede afbeelding hiernaast, 1). Het westelijk deel van het terrein was van de landbouwer Frederik Wijnands, wonende aan Hoogfrankrijk. Op dit perceel (2) bevinden zich anno 2025 de adressen Charles Voscour 15-30. Ter plaatse van de boerderij van Wijnands bevindt zich thans een van de entreegebouwen van Charles Voscour (Hoogfrankrijk 32A-34B). Iets verderop lag een pand van het Roomsch Katholiek Weeshuis. Het perceel (3) strekte zich uit over een deel van de Charles Voscour (nrs. 31-34). De rest van het terrein behoorde aan twee perceeleigenaren aan de Capucijnenstraat: de landbouwer Willem Misen (Charles Voscour 1-14) en de weduwe Hermanus Smeets (nrs. 35-46). Het huidige entreegebouw Capucijnenstraat 38-44 ligt deels op het perceel van Misen (4), deels op dat van Smeets (5).
In 1867 werd de vestingstatus van Maastricht opgeheven, waarna de meeste vestingwerken werden gesloopt. Dat gebeurde ook met de westelijke stadsmuur en de kat Hoog Frankrijk. In 1874 werd het kruitmagazijn "Oud Hoog Frankrijk" door het Rijk openbaar geveild, samen met "Nieuw Hoog Frankrijk" (zie daarvoor: Momus' Oudemannenhuis). Mogelijk werd het kort na de verkoop afgebroken. Omstreeks 1877 werd de Herbenusstraat aangelegd, toen nog aangeduid als Binnenste Singelweg, Boulevard Téméraire of Boulevard T.

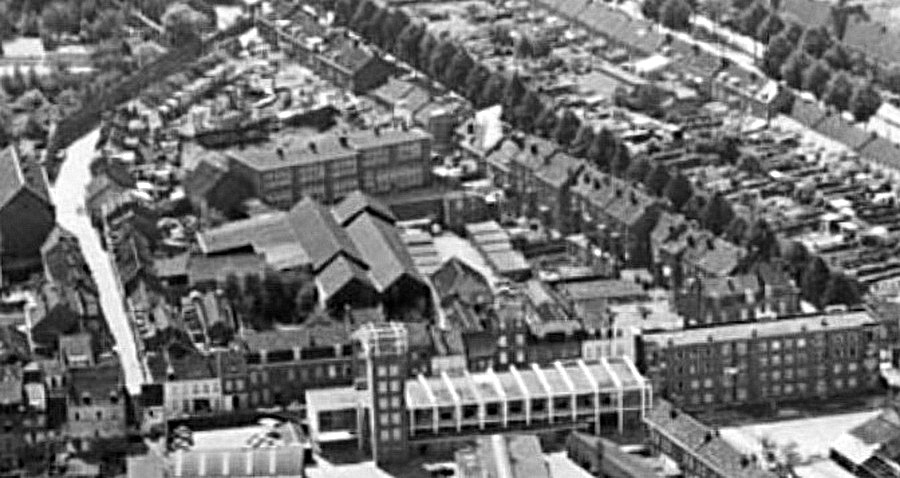
Luchtopname vanuit het noordwesten, 1965. Op de voorgrond de brandweerkazerne aan de Capucijnenstraat. Daarachter het toekomstige bouwterrein Charles Voscour

In de jaren daarna werden in deze omgeving diverse complexen arbeiderswoningen gebouwd. Aan de straat Hoogfrankrijk bouwden de broeders van de Beyart in 1903 een katholieke armenschool voor de vele arbeiderskinderen in de buurt. Vanaf circa 1920 was op het binnenterrein tussen Herbenusstraat en Hoogfrankrijk nog een katholieke lagere school gevestigd, de Sint-Matthiasschool voor jongens, min of meer ter plaatse van het oude kruithuis. De school was bereikbaar via de nog bestaande poort in het pand Herbenusstraat 39. Na de oorlog werd op deze locatie het Sint-Servaascollege gevestigd, een in 1948 mede door Fons Tuinstra opgerichte katholieke middelbare handelsdagschool, vanaf 1967 een MEAO-school. Wanneer het schoolgebouw aan de Herbenusstraat definitief is verlaten, is niet bekend.
Een foto uit 1965 van het omstreeks 1990 gesloopte pand Capucijnenstraat 44 toont een onbewoonbaar verklaarde woning met een afgeplakte winkeletalage en een poortdoorgang naar een achterterrein, waar volgens het opschrift de "Limburgse Zakkenreparatie Centrale L.Z.C." was gevestigd. Op een luchtfoto uit hetzelfde jaar (hiernaast afgebeeld) zijn loodsen te zien die mogelijk onderdeel waren van dit bedrijf. Daarachter ligt het gebouw van de handelsdagschool.
In 1989 kreeg de Belgische architect Charles Vandenhove opdracht van de gemeente Maastricht, in samenwerking met woningbouwvereniging Maasvallei en projectontwikkelaar Wilma Vastgoed, om op het driehoekige terrein tussen Capucijnenstraat, Hoogfrankrijk en Herbenusstraat een wooncomplex met ondergrondse parkeergarage te ontwerpen. Het betrof een van de eerste projecten in Nederland van de in Luik gevestigde architect, die geldt als vertegenwoordiger van het postmodernisme. Het project was onderdeel van de stadsvernieuwing in het Statenkwartier en Kommelkwartier, aangestuurd door de Werkgroep 5X5. In 1990 werd de bouwvergunning verleend en twee jaar later ging de bouw door aannemer Wilma Bouw van start. De oplevering vond plaats in maart 1994. Het complex van 93 nieuwbouwwoningen wordt gezien als een succesvol voorbeeld van inbreiding. Het had tevens tot doel het imago van de buurt te verbeteren. Bij een door een lokale krant georganiseerde enquête over de publiekswaardering van vijftien recente nieuwbouwprojecten, eindigde Charles Voscour in 1994 met het cijfer 8- (op een schaal van 1 tot 10) op de eerste plaats en versloeg daarmee nipt het Bonnefantenmuseum van Aldo Rossi. Vooral de 'Romeinse sfeer' werd gewaardeerd.
Op 17 september 2006 werd op het plein een door de gemeente gefinancierd gedenkteken onthuld voor de in 1954 overleden kunstenaar Charles Vos.

## Architectuur
Het wooncomplex Charles Voscour bestaat uit een achttal bouwblokken, die op één na allemaal geschakeld zijn. Alleen het uit vier rijtjeshuizen en een poortdoorgang bestaande blok Hoogfrankrijk 32A/B-34A/B staat los van de rest. Wel vormt het onderdeel van een bestaande straatwand, even als het appartementengebouw Capucijnenstraat 38-44. Dit negen traveeën brede pand heeft een extra brede middentravee met een getoogde poortdoorgang. Een halfronde Vlaamse gevel met twee loggia's geeft aan dat dit de belangrijkste entree van het complex is. In het rechter bouwdeel bevindt zich de ingang van de ondergrondse parkeergarage.
De bebouwing aan het binnenterrein bestaat uit vijf geschakelde blokken laagbouw en een (relatief hoge) woontoren. De woontoren heeft een vierkante plattegrond en bestaat uit zeven bouwlagen (inclusief dak- en mansardeverdieping). Het gebouw staat centraal op het terrein en verdeelt dit in twee openbare ruimtes: een straatachtig deel met aan weerszijden een laagbouwblok, en een pleinachtig deel met aan drie zijden laagbouw. De laagbouwblokken zijn onderling geschakeld en tevens door middel van twee overbouwde poortdoorgangen verbonden met de hoogbouw. Opmerkelijk is dat de scheiding tussen koop- en (sociale) huurwoningen onzichtbaar is.
Woonblokken

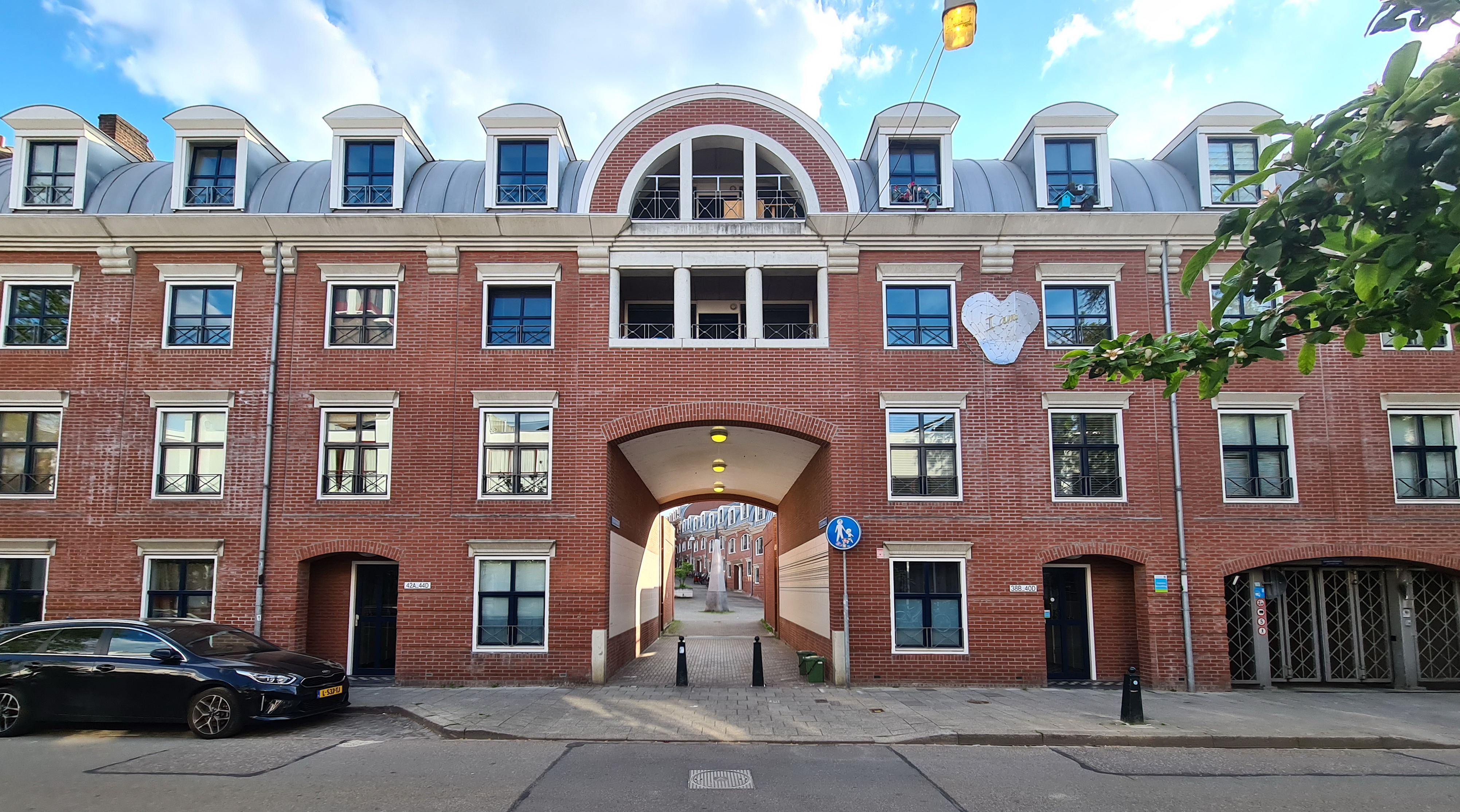
Entreegebouw Capucijnenstraat
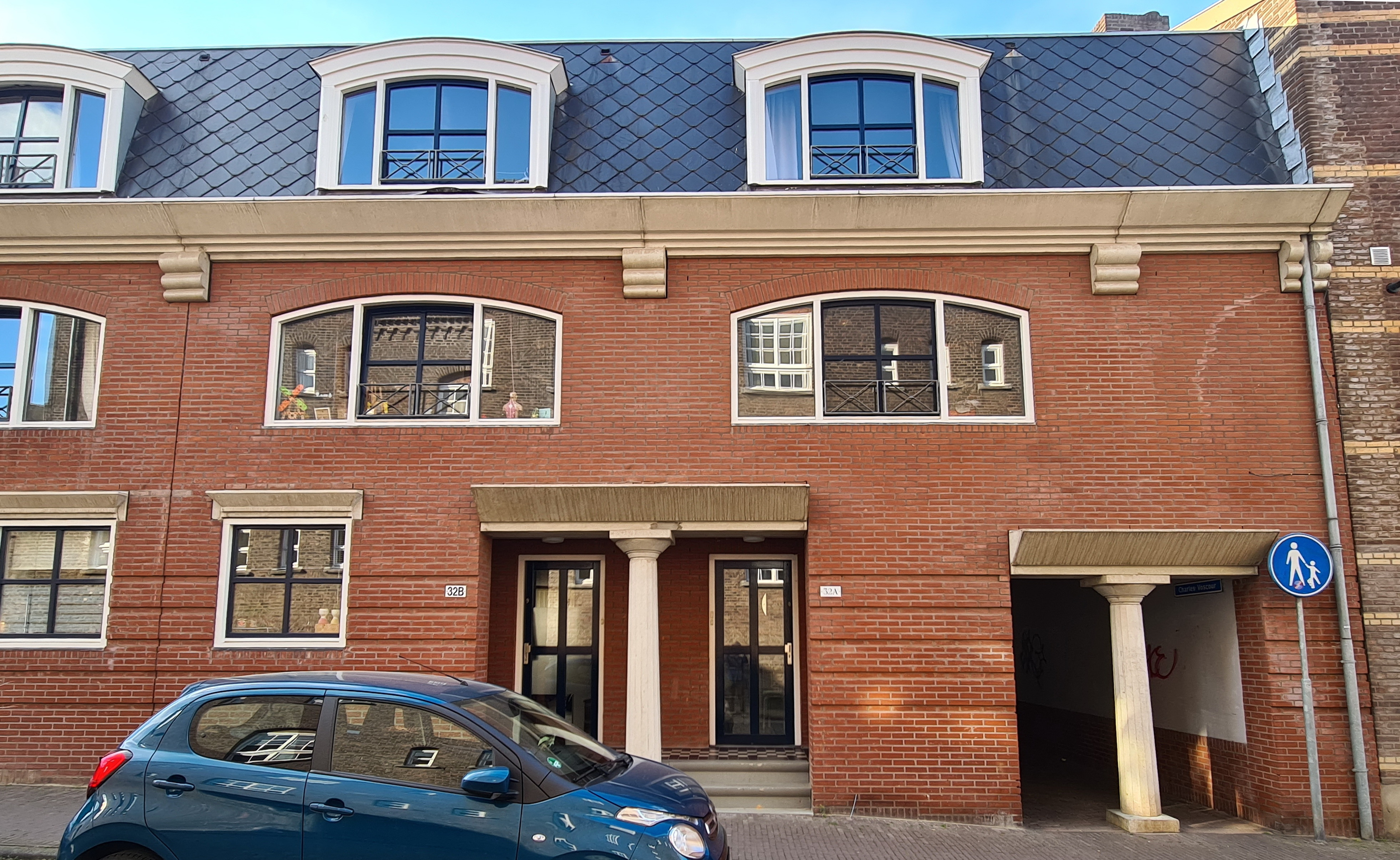
Gebouw Hoogfrankrijk met secundaire entree
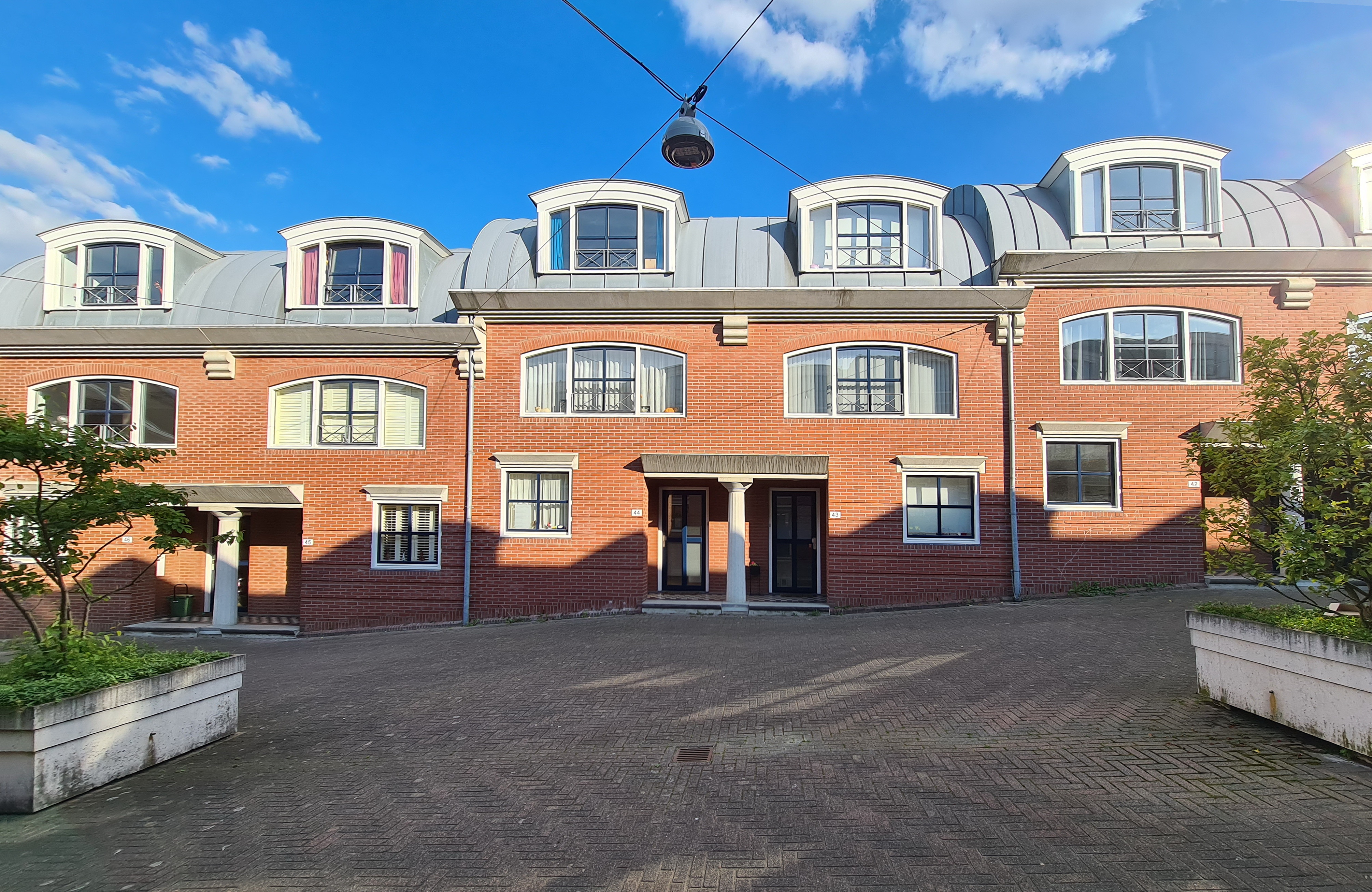
Laagbouw noordoostelijke hof
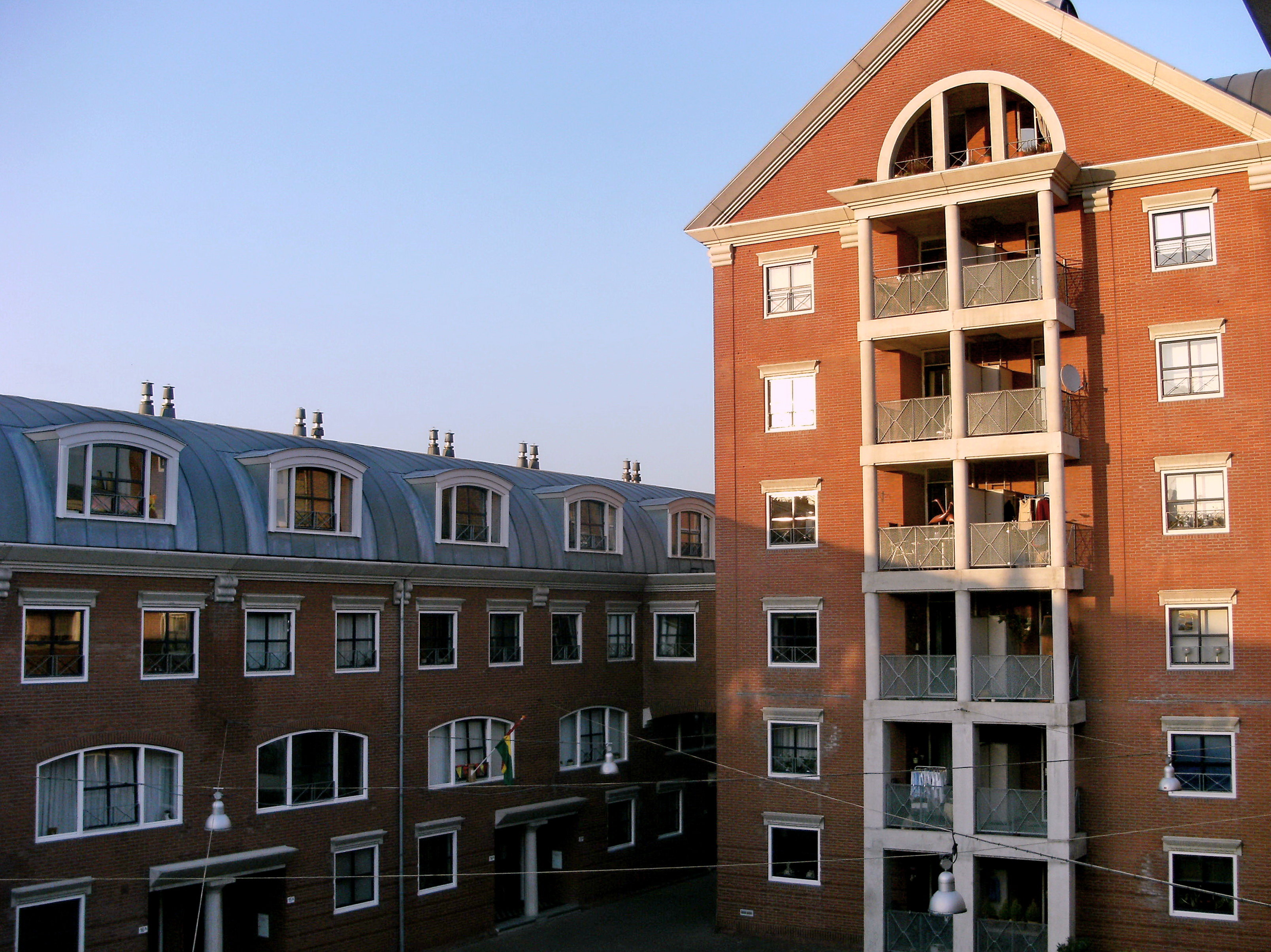
Laagbouw en hoogbouw zuidwestelijke hof

Het metselwerk is expressief en kenmerkt zich onder andere door vier horizontale groeven op de begane grond en gemetselde pilasters op de hoger gelegen verdiepingen. Enkele postmodernistische architectuurdetails, waaronder zuilen, kapitelen, consoles, architraven en frontons, zijn uitgevoerd in geprefabriceerd beton. Bij de frontons die de woontoren bekronen zijn alleen de randen van beton, opgevuld met rode baksteen. Deur- en vensteropeningen zijn rechthoekig of vierkant en voorzien van architraafbalken, ofwel segmentboogvormig met gemetselde toog. Op enkele plaatsen zijn halfronde vensters toegepast. Houten voordeuren zijn versierd met X-vormige patronen. Raam- en balkonhekjes zijn uitgevoerd in staal met dezelfde X-vormen, even als het hek van de parkeergarage. De roevendaken zijn bekleed met gefelsde zinken platen en worden gekenmerkt door een platte bolling, zowel bij de laagbouw als bij de dakkapellen. De woontoren heeft een zinken zadeldak met aan weerszijden een halfronde uitstulping in de vorm van een Vlaamse gevel met drievoudige dakkapel. Het in een bestaande straatwand opgenomen pand Hoogfrankrijk 32A-34B heeft een afgeplat mansardedak, eveneens van zink.
Architectuurdetails

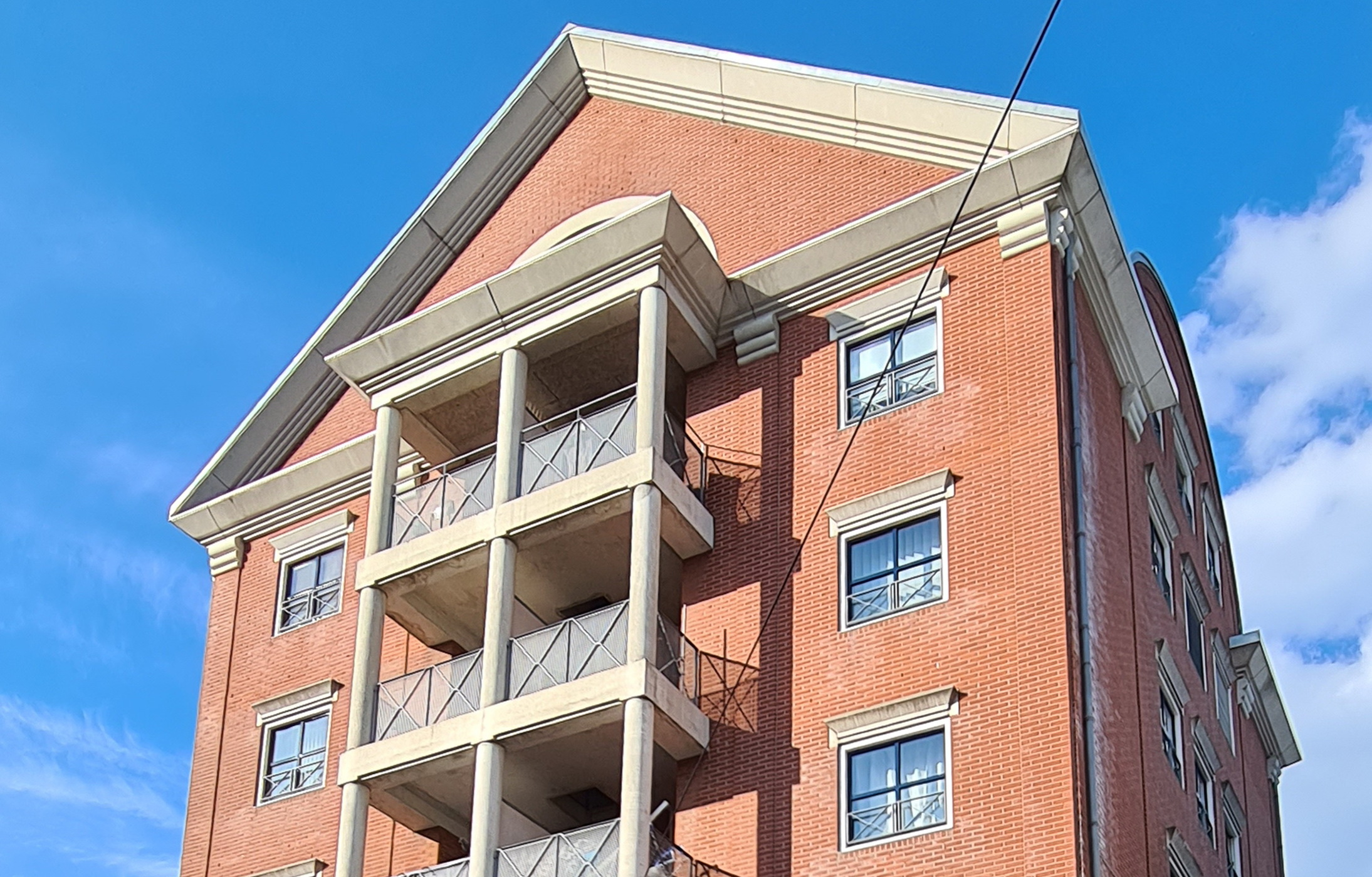
Postmoderne geveldetails
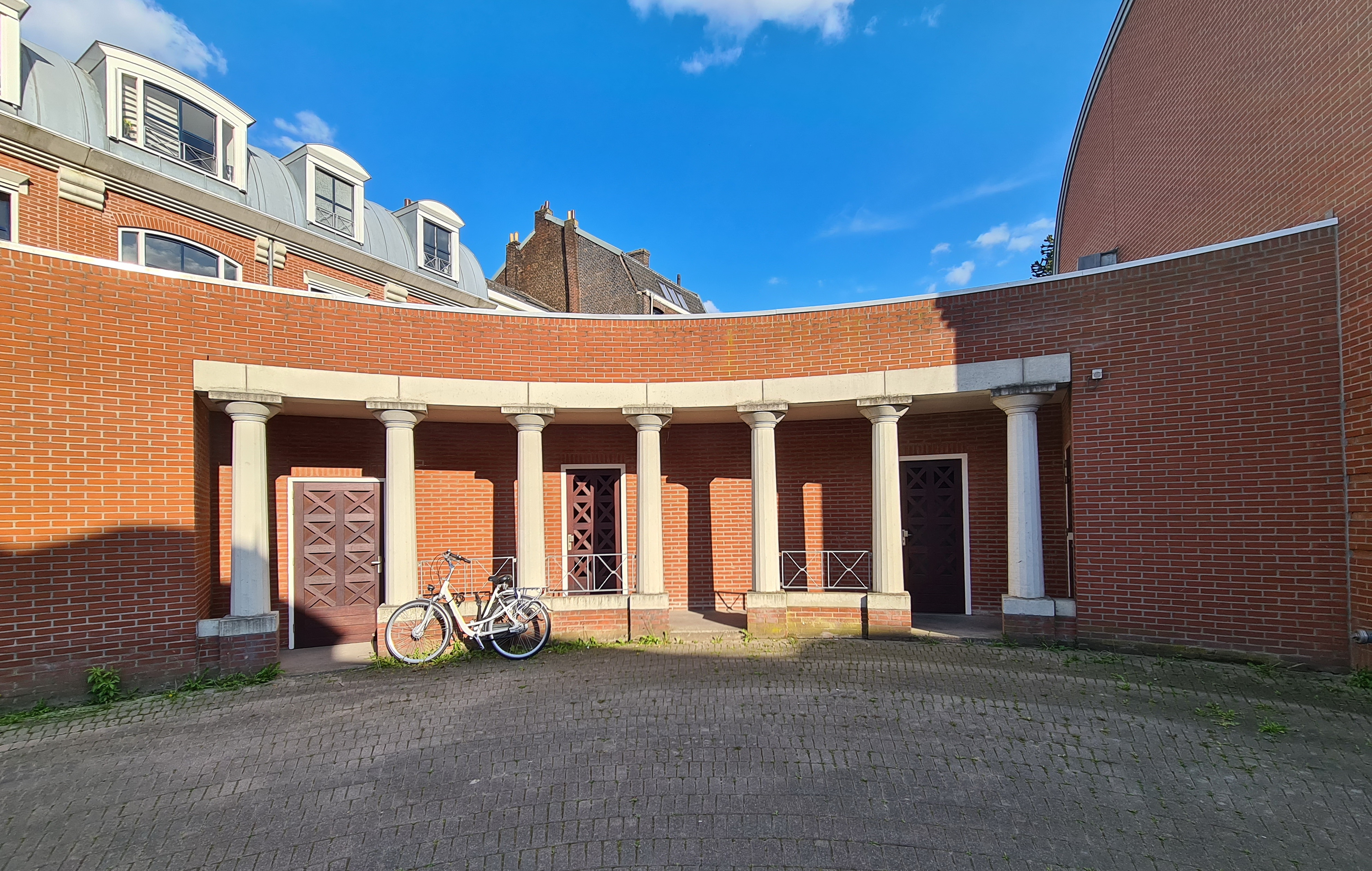
Dorische colonnade
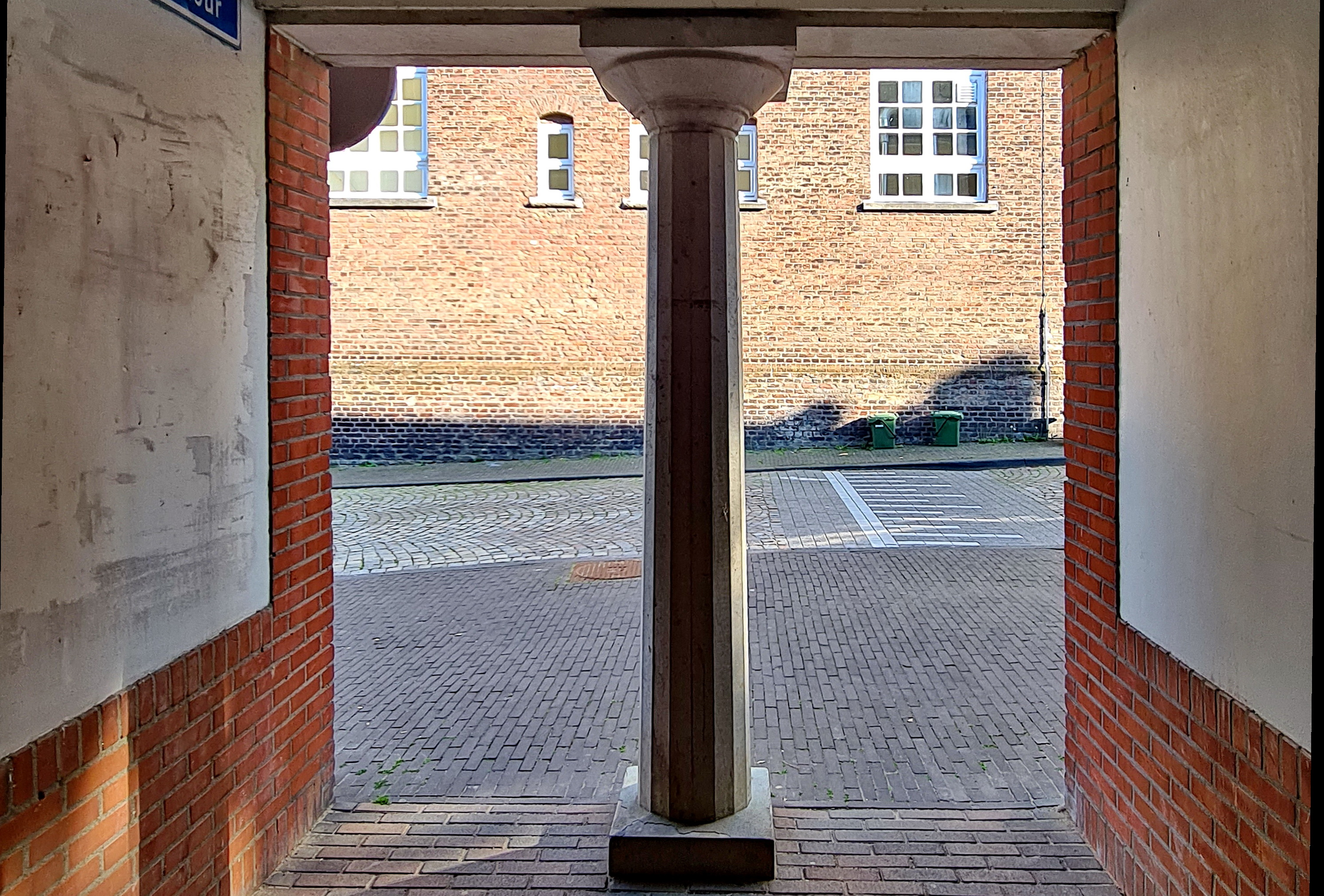
Gecanneleerde zuil
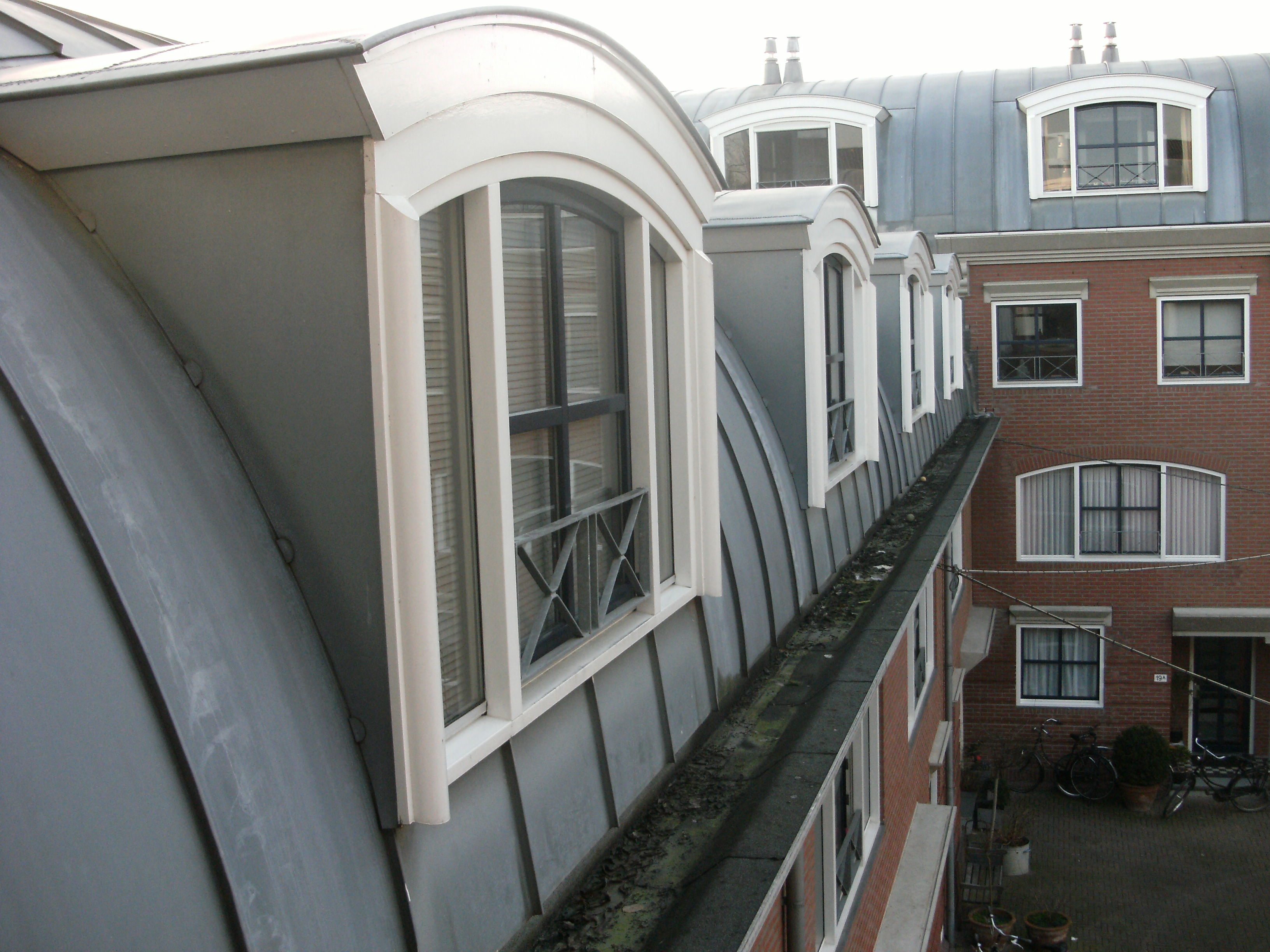
Gebogen dakvormen

## Gebiedsinrichting, kunst
De Charles Voscour is gebouwd op een driehoekig, langgerekt en geaccidenteerd binnenterrein, hetgeen voor de architect, die in dit geval ook als stedenbouwkundige optrad, grote uitdagingen met zich mee bracht. De oplossing van Vandenhove was het 'doormidden knippen' van de openbare ruimte door middel van een centraal geplaatste woontoren, een recept dat hij eerder (in 1979) in de Luikse wijk Hors-Château had beproefd. Ten noordoosten van de toren ligt een hellende straat, aan de zuidwestzijde een intiem plein.
De aansluiting van de hellende straat op de Capucijnenstraat werd verkregen door een cirkelvormige verbreding van de straat nabij het poortgebouw, waardoor hier een pleinachtige ruimte ontstond. De cirkelvorm bood tevens een oplossing voor de niet geheel haakse hoek die de twee straten beschrijven. Curator Remco Beckers van Bureau Europa en conservator Joes Minis van Centre Céramique vergeleken deze openbare ruimte – weliswaar met een knipoog – met het door Bernini ontworpen Sint-Pietersplein in Vaticaanstad, inclusief de omarmende zuilengalerijen, de centrale obelisk en de 'koepel' van de Sint-Pietersbasiliek, hier gevormd door de rondbogige Vlaamse gevel van het poortgebouw.
Vandenhove ontwierp zelf een van de kunstwerken in de openbare ruimte, een hardstenen obelisk, centraal geplaatst in de halfronde noordoostelijke cour. De circa 4 meter hoge obelisk bestaat uit drie gestapelde delen. De punt is van een afwijkend materiaal (staal?). Het kunstwerk doet denken aan de vier gebundelde obelisken die Vandenhove enkele jaren later ontwierp voor een ander project in Maastricht, Kanunnikencour, ter zijde van het Henric van Veldekeplein.
Centraal in de zuidwestelijke cour bevindt zich een fontein, waarvan de ontwerper niet vaststaat; zowel Vandenhove zelf als het Franse kunstenaarsechtpaar Anne en Patrick Poirier worden in dit verband genoemd. De fontein bestaat uit een hardstenen bassin in de vorm een vierlobbige bloem en een achtzijdige en spits toelopende bronzen zuil, die doet denken aan een potlood. Aan de zuil bevinden zich vier waterspuiters.
De wanden van de toegangspoort vanaf de Capucijnenstraat zijn verlevendigd met tegeltableaus van de Belgische kunstenaar Patrick Corillon, eveneens uit 1993. Gekleurde verticale en horizontale lijnen vormen het kunstwerk Verspringen en hoogspringen. Vandenhove werkte ook bij andere projecten in Luik samen met Corillon.
Op een blinde zijmuur van de woontoren bevindt zich sinds 2006 een gedenkteken voor Charles Vos. Het bestaat uit een tweetal plaquettes van grafisch vormgever Jos Keulen. De bovenste, grote plaquette toont een portret van Charles Vos in zijn atelier tegen de achtergrond van een collage van drie bekende beelden van hem: Henric van Veldeke, 't Mooswief en Sint-Servaas. De foto's zijn gemaakt door Etienne van Sloun. Daaronder bevindt zich een kleine plaquette met een toelichting van kunsthistorica en voormalig directeur van het Museum aan het Vrijthof Monique Dickhaut.

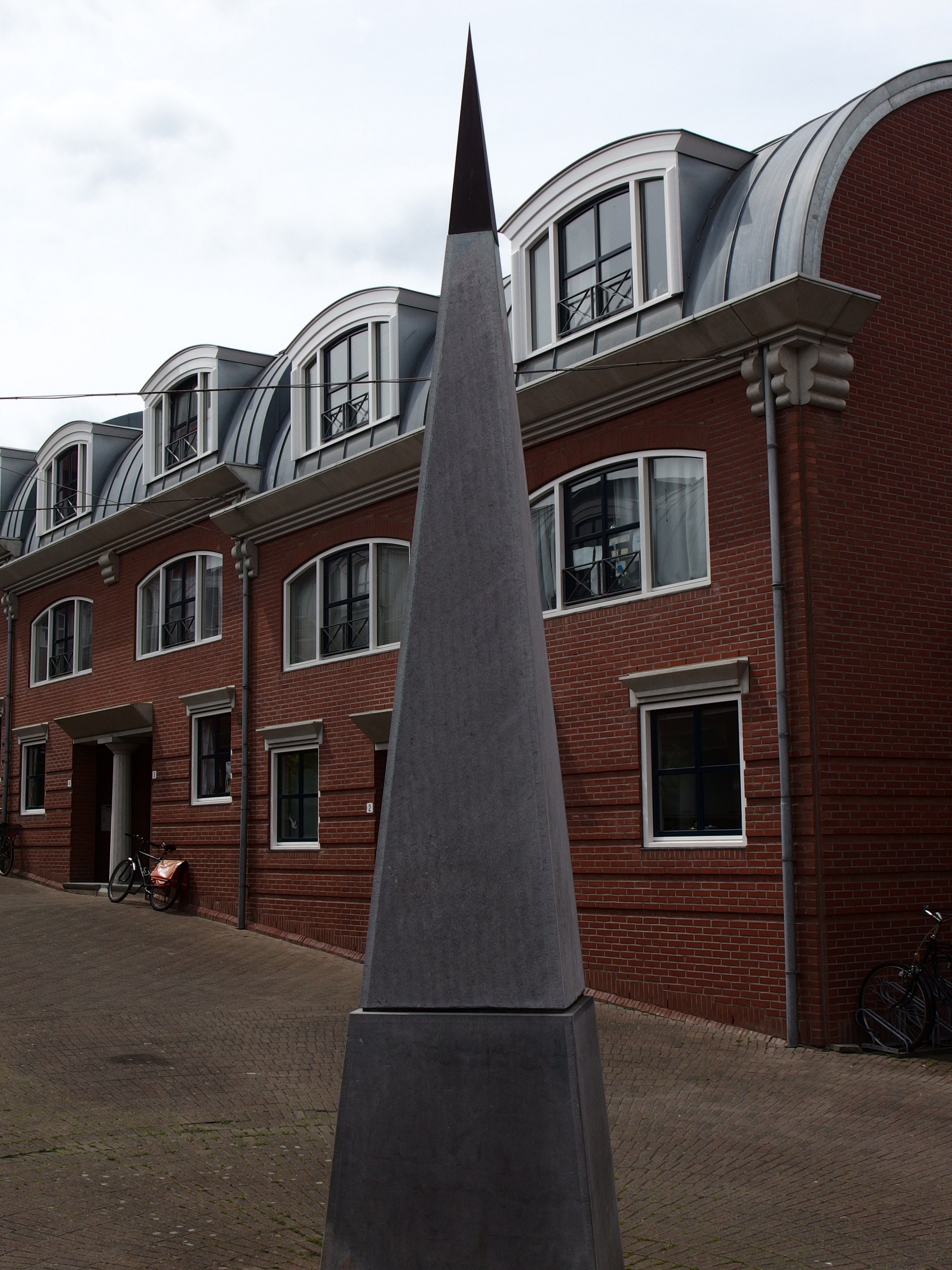
Obelisk
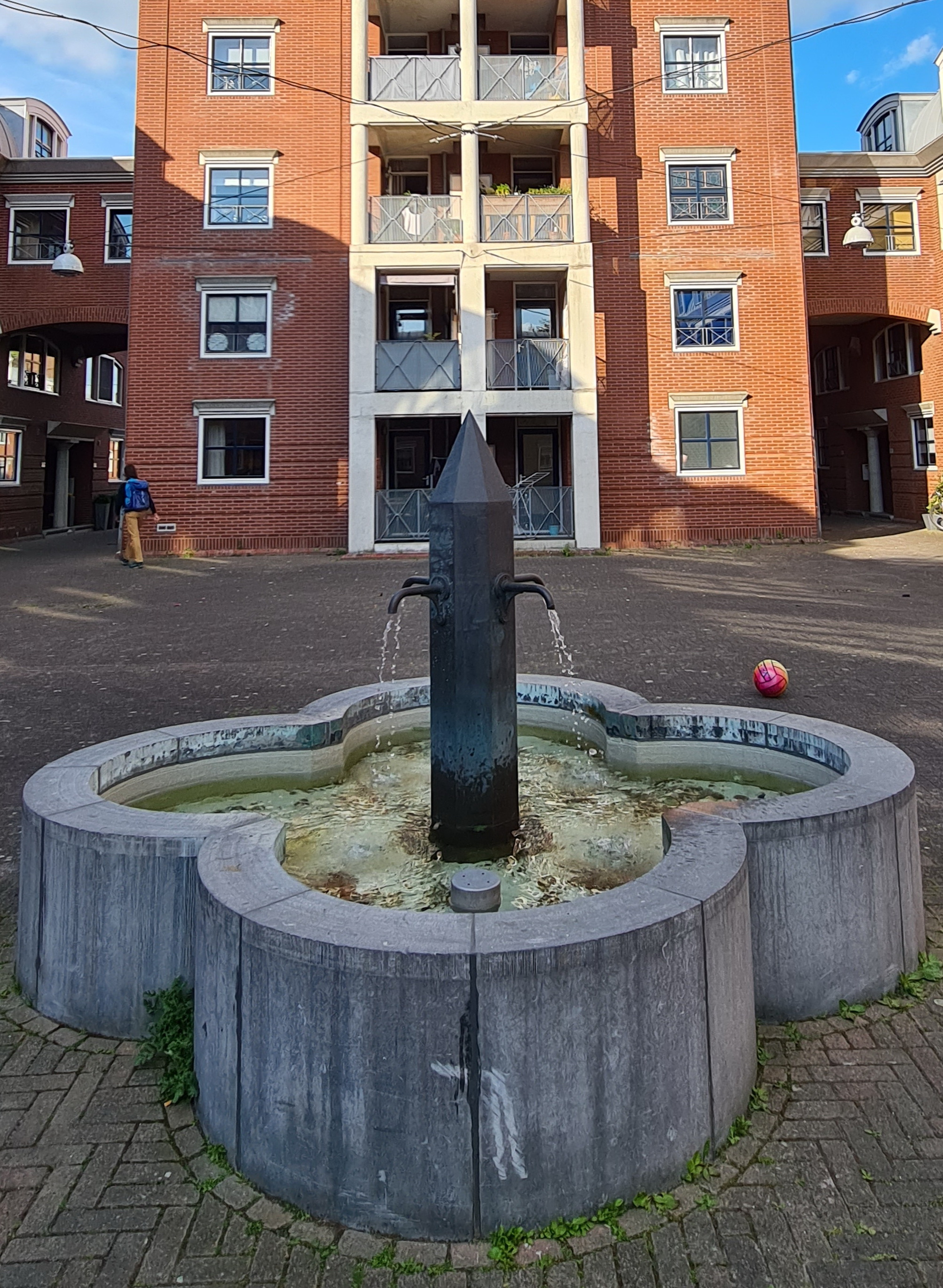
Fontein
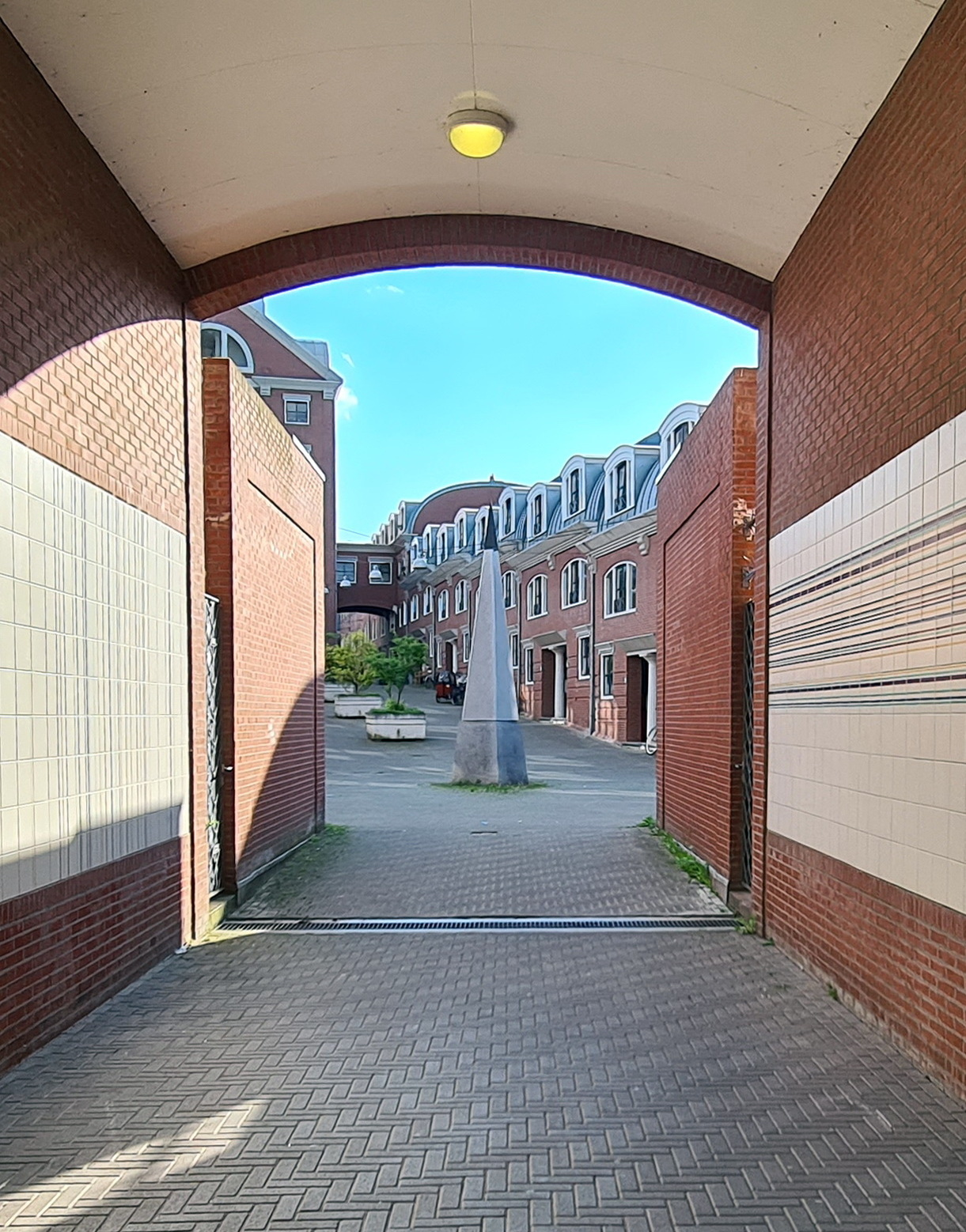
Verspringen en hoogspringen
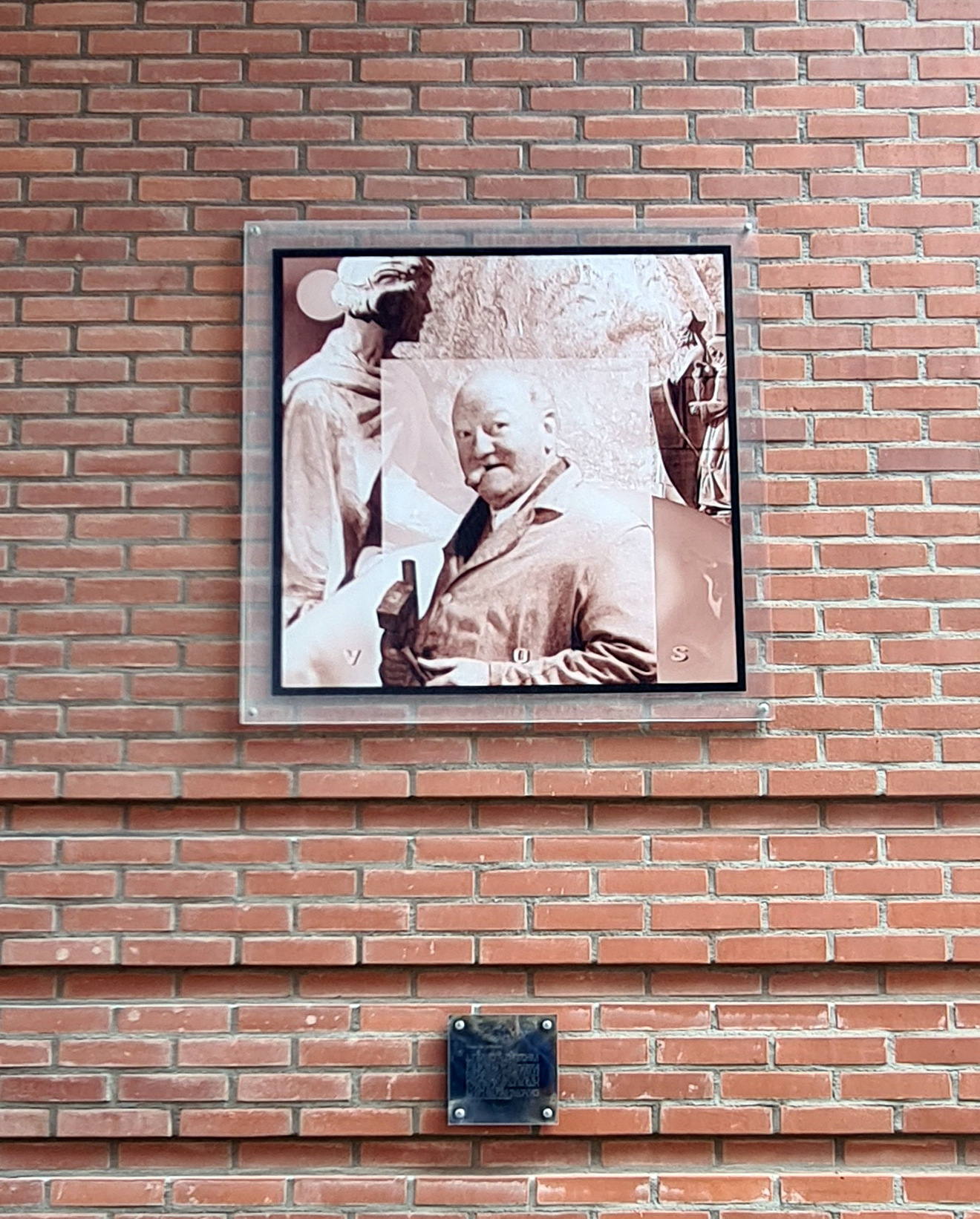
Gedenkteken Charles Vos

## Varia
- In 2020 gaf het Maastrichtse architectuurcentrum TOPOS het boek Mijn favoriete gebouw in Maastricht en omgeving uit. Daarin lichtten bekende en minder bekende Maastrichtenaren hun keuze voor een bepaald gebouw toe. Medisch secretaresse en architectuurliefhebster Anny Peeters koos voor Charles Voscour, dat ze met name prees vanwege "de menselijke schaal met inpassing in de bestaande stadsstructuur" en "de gebruikmaking van mooie uiterlijke bouwmaterialen", wat ze omschreef als "mensvriendelijk".[21]